# Mas Granell (Tarragona)
Mas Granell és una obra de Tarragona protegida com a Bé Cultural d'Interès Local.

## Descripció
Mas fet vil·la de vacances. D'estil eclèctic, és de finals del segle passat. Feta amb materials molt senzills, això ha determinat la seva ràpida degradació un cop que l'han deixada d'emprar.